# Johann Adam Schön
Johann Adam Schön (* 14. Februar 1675 in Ruppertsdorf; † 15. August 1730 in Görlitz) war ein deutscher evangelisch-lutherischer Archidiakon, Liederdichter, Autor und eines von vier Gründungsmitgliedern der Ursprungsinstitution der Deutschen Gesellschaft.

## Leben
Johann Adam Schön entstammte der Görlitzer Familie Schön. Sein Vater Christian Schön war Pfarrer. Johann Adam Schön studierte in Leipzig Philosophie und schloss mit dem Magistergrad ab. Während des Studiums schloss er eine „lebenslange“ Freundschaft mit Benjamin Schmolck.
Schön schloss sich am 3. Januar 1697 mit seinen ehemaligen Görlitzer Schulkollegen Christoph Urban, Johann Christoph Haßfurt und Johann Heinrich Krause, die nun in Leipzig zusammen die Poetikvorlesungen unter Johann Burckhardt Mencke besuchten, zum Görlitzer Poetischen Kollegium (Collegium Poeticum Gorlicense) zusammen. Aus dieser Vereinigung wurde 1717 die Teutsch-übende poetische Gesellschaft und 1727 die Deutsche Gesellschaft.
In der Zwischenzeit wurde Schön 1701 Pfarrer in Hermsdorf, 1702 in Oberoderwitz (in diesem Jahr wurde er Vorgesetzter seines älteren Bruders Johann Jacob, als dieser Lehrer an der Kirchschule in Oderwitz war), und 1716 Diakon und 1729 Archidiakon in Görlitz.
Schön war außerdem Liederdichter, beispielsweise von Mein Jesus will mich selig machen 31 seiner Lieder wurden 1785 (posthum) in einem Gesangbuch in Lauban gedruckt. Im Zusammenhang mit Ereignissen im Jahr 1726 wurde er im Verbund mit Samuel Grosser, Georg Bernhard Schulte als „Orthodoxes Kleeblatt“ bezeichnet.
Schön war mit der Tochter des emeritierten Pastors Georg Engelmann verheiratet. Er hinterließ die Söhne Johann Adam, Adam Christlieb, Adam Gottwart, Adam Traugott und Adam Ehregott.